# Головлёва, Нина Ивановна
Нина Ивановна Головлёва (28 ноября 1930, дер. Ягубовка, Нижегородский край — 2 сентября 2014) — советский и российский театральный деятель, директор Нижегородского государственного театра юного зрителя (1973—2002), заслуженный работник культуры РСФСР (1984).

## Биография
Родилась в крестьянской семье. В годы войны наравне со взрослыми работала в поле. Окончив школу, работала старшей пионервожатой.
В 1953 году окончила Горьковский государственный педагогический институт иностранных языков. Работала учителем английского языка в средних школах Красноярска-26, Свердловска-45 (1966—1968). Занимаясь общественной работой, бывая в командировках (Москва, Красноярск), знакомилась с устройством и организацией работы театров. В 1971—1973 гг. — начальник городского отдела культуры в Арзамасе-16.
В 1973—2002 гг. — директор Нижегородского театра юного зрителя. Училась на курсах повышения квалификации директоров при Союзном и Республиканском институтах усовершенствования директоров. Одновременно в 1990—1995 гг. преподавала «экономику и организацию театрального дела» в Нижегородском театральном училище. Способствовала созданию творческой атмосферы в театре, благодаря чему его известность расширялась; в 1975 г. состоялись гастроли в Болгарии.
Совместно с коллективом театра участвовала в подготовке и проведении культурных мероприятий в Дальнеконстантиновском районе, оказывала творческую помощь Народному театру и другим коллективам Дома культуры Дальнеконстантиновского района.
Участвовала в работе лаборатории директоров театров Волго-Вятского региона, была заместителем председателя Совета директоров театров России, членом Союза театральных деятелей России.

## Награды и признание
- Заслуженный работник культуры РСФСР (1984)
- премия Нижегородской области имени Н. И. Собольщикова-Самарина (2000)
- почётный гражданин Дальнеконстантиновского района Нижегородской области (2002)